# Dieter Nuhr
Dieter Herbert Nuhr (Wesel, 1960. október 29. –) német humorista, író, fotográfus.

## Élete
Nuhr a gimnázium elvégzését követően 1981-től Düsseldorf-ban művészetpedagógia és történelem szakon tanult az egyetemen, majd 1988-ban államvizsgázott, megszerezve a tanári képesítést is.
Első fellépései 1987-re tehetők. Az átütő sikert Nuhr weiter so című programjával 1998-ban érte el. Ezt követően számos televíziós fellépése révén a széles közönség számára is ismertté vált: szerepelt többek között Harald Schmidt show-műsorában, a Quatsch Comedy Club című stand-up műsorban, valamint a Genial daneben és a Schillerstraße című improvizációs műsorokban.
A német humor-térképen Nuhr képviseli az átmenetet a klasszikus kabaréműfaj és a stand-up comedy között. Eszmefuttatásainak egyik kedvelt témája a hit a világ különböző részein.

## Kabaré-előadások
- Nuhr am nörgeln (1995)
- Nuhr weiter so (1996)
- Nuhr nach vorn (1998)
- www.nuhr.de (2000)
- www.nuhr.de/2 (2002)
- Ich bin's nuhr (2004)
- Nuhr die Wahrheit (2007)
- Nuhr die Ruhe (2009)
- Nuhr unter uns (2011)
- Nuhr ein Traum (2013)
- Nur Nuhr (2015)